# Suffield (Alberta)
Suffield est un hameau (hamlet) du Comté de Cypress, situé dans la province canadienne d'Alberta.

## Démographie
En tant que localité désignée dans le recensement de 2011, Suffield a une population de 264 habitants dans 113 de ses 119 logements, soit une variation de 17.9% par rapport à la population de 2006. Avec une superficie de 0,876 4 km2, le hameau possède une densité de population de 301,232 3 hab/km2 en 2011.
Concernant le recensement de 2006, Suffield abritait 224 habitants dans 101 de ses 107 logements. Avec une superficie de 0,876 5 km2, le hameau possédait une densité de population de 255,6 hab/km2 en 2006.
Elle juste au sud de la Base des Forces canadiennes Suffield